# Камчатски мармот
Камчатският мармот (Marmota camtschatica) е вид бозайник от семейство Катерицови (Sciuridae).

## Разпространение
Видът е разпространен в Русия.